# Tracy Hall
Tracy Hall, właśc. Howard Tracy Hall (ur. 20 października 1919 w Ogden, zm. 25 lipca 2008 w Provo) – amerykański chemik i przedsiębiorca, twórca metody wytwarzania diamentów.

## Życiorys
Tracy Hall urodził się 20 października 1919 roku w Ogden w rodzinie farmerskiej. W wieku 21 lat rozpoczął naukę na University of Utah, a po jego ukończeniu przez dwa lata pełnił służbę w US Navy. Po zakończeniu II wojny światowej wrócił do USA. W 1948 roku obronił doktorat z chemii fizycznej i zaraz potem podjął pracę w General Electric Research Laboratory jako członek zespołu, który pracował nad projektem syntetycznych diamentów.
Po czterech latach bezskutecznych badań kierownictwo firmy zaczęło zastanawiać się nad zamknięciem projektu, ale Hall zdołał namówić byłego kierownika General Electric, żeby przekonał kierownictwo przedsiębiorstwa do zakupu nowej aparatury. Wykorzystując nowy sprzęt zdołał 16 grudnia 1954 roku uzyskać pierwsze syntetyczne diamenty. W ciągu kilku następnych dni powtórzył swój eksperyment kilkukrotnie, uzyskując identyczne wyniki. Do końca miesiąca wyniki zostały potwierdzone przez innego pracownika laboratorium. 14 lutego 1955 roku informacja o uzyskaniu diamentów została przez firmę podana do publicznej wiadomości.
Pomimo sukcesu Hall nie został dostatecznie nagrodzony, ponieważ otrzymał 10 dolarów jako dodatek do pensji. W związku z tym w 1955 roku przeszedł do pracy w Brigham Young University w Provo, gdzie wykładał chemię i prowadził badania nad wysokim ciśnieniem. W latach 1960. współzałożył firmy Novatek (produkcja diamentowych wierteł) i MegaDiamond (produkcja syntetycznych diamentów).
W 1960 roku razem z Herbertem M. Strongiem i Robertem H. Wentorfem Jr otrzymał patent za zmodyfikowaną metodę otrzymywania diamentów. W 1970 roku Amerykański Instytut Chemii przyznał mu nagrodę dla pioniera w chemii, a dwa lata później uhonorowało go Amerykańskie Towarzystwo Chemiczne.
Na początku lat 1970. odszedł z Brigham Young University i osiadł na farmie w Payson, a w 1976 roku został biskupem w kościele mormońskim i pełnił tę funkcję przez pięć lat, m.in. podczas misji do Rodezji i Republiki Południowej Afryki.
Żonaty z Idą Rose, miał siedmioro dzieci.
Zmarł 25 lipca 2008 roku w Provo.

## W kulturze
H. Tracy Hall został wspomniany w 6 odcinku 2. sezonu serialu Breaking Bad − Walter White mówi o nim uczniom podczas lekcji chemii o węglu, opisuje go jako wynalazcę diamentów.

Lubię myśleć, że diament i kobieta, która nosi go na palcu, są zbudowani z tego samego składnika [węgla jako pierwiastka]. Albo na przykład diament i jego wynalazca. Jesteście zaciekawieni, prawda? Człowiek, który wynalazł diament. H. Tracy Hall. Zapiszcie to nazwisko. Doktor Hall wynalazł pierwszy powtarzalny proces wytwarzania syntetycznych diamentów. I to w latach 50. [...] Doktor Hall pracował dla General Electric. Dzięki niemu firma zarobiła niewyobrażalną fortunę. Chcecie wiedzieć, jak GE nagrodziło doktora Halla? Dali mu obligację oszczędnościową o wartości 10 dolarów [...] Obligacja wydrukowana na papierze złożonym z węgla wręczona człowiekowi za coś, co zrobił z węgla.